# 神奈川県道737号長尾芦川線
神奈川県道737号長尾芦川線（かながわけんどう737ごう ながおあしかわせん）は、神奈川県足柄下郡箱根町を走る一般県道。芦ノ湖の西側を通過するが、道幅が狭い未舗装区間が多く、登山道も含まれるため、終点付近を除いて自動車での通行は不可能である。

## 概要
- 起点：足柄下郡箱根町大字仙石原字長尾（神奈川県道736号御殿場箱根線交点）
- 終点：足柄下郡箱根町大字箱根字芦川 信号交差点（芦川入口バス停付近・国道1号交点）
- 総延長：14.5km
- Google マップ - 自動車通行可能区間のみ

## 経路
神奈川県道736号御殿場箱根線の長尾峠東側を起点とする。山道を下り南下、早川と並行して芦ノ湖の北岸に至る。以降は芦ノ湖の西岸を湖岸に沿って南下する。終点付近では幅員が増加し、箱根関所の南寄りで国道1号に合流する。

## 交差・接続する道路
- 神奈川県道736号御殿場箱根線（起点）
- 芦ノ湖スカイライン湖尻線（湖尻新橋付近）
- 神奈川県道738号仙石原新田線（湖尻新橋付近-深良水門付近）※一部重複、自動車通行不能区間
- 国道1号（終点）

## 歴史
- 1960年（昭和35年）4月1日 - 長尾芦川線（整理番号127。箱根町仙石原長尾 - 箱根町元箱根芦川）として神奈川県道に指定[1]。
- 2019年（令和元年）10月12日 - 令和元年東日本台風により全線が通行止。段階的に通行止区間は縮小されたものの、規制の全面解除は2020年6月8日となった[2]。

## 周辺の施設・地理
- 長尾峠
- 箱根カントリー倶楽部
- 早川
- 箱根湖畔ゴルフコース
- 芦ノ湖
- 深良水門
- 箱根やすらぎの森
- 畑引山
- 駒形神社